# Gare de Marcelcave
Gare de Marcelcave vasútállomás Franciaországban, Marcelcave településen.

## Vasútvonalak
Az állomást az alábbi vasútvonalak érintik:
- Amiens-Laon-vasútvonal

## Kapcsolódó állomások
A vasútállomáshoz az alábbi állomások vannak a legközelebb:
- Gare de Villers-Bretonneux
- Gare de Rosières